# Rejon borowski
Rejon borowski (ukr. Борівський район) – dawny rejon położony w południowo-zachodniej części obwodu charkowskiego Ukrainy.
Utworzony w 1923, miał powierzchnię 875 km² i liczył 16 tysiące mieszkańców. Siedzibą władz rejonowych byłaBorowa.
Na terenie rejonu znajdowały się 1 osiedlowa rada i 9 silskich rad, liczących w sumie 36 wsi i 1 osadę.
Zlikwidowany 19 lipca 2020 roku w ramach reformy administracyjnej. Jego ziemie weszły w skład nowego rejonu iziumskiego.